# Liste der Forschungsminister Ägyptens
Das ägyptische Forschungs- und Hochschulministerium wurde mit dem Dekret 1665/1961 am 9. November 1961 gegründet.
Das Ministerium hat die Adresse 30 Al Mobtadayan Str. Hat Sayeda Zeinab Kairo.
| Amtsantritt        | Amtsende          | Minister                                      | Staatsoberhaupt    |
| ------------------ | ----------------- | --------------------------------------------- | ------------------ |
| 18. Oktober 1961   | 10. Oktober 1965  | Abdul Aziz Al-Sayed                           | Gamal Abdel Nasser |
| 11. Oktober 1965   | 9. September 1966 | Hussein Sai                                   | Gamal Abdel Nasser |
| 10. September 1966 | 18. Juni 1967     | Ezzat Salama                                  | Gamal Abdel Nasser |
| 19. September 1967 | 27. Oktober 1968  | Labib Shokeir                                 | Gamal Abdel Nasser |
| 28. Oktober 1968   | 13. Mai 1971      | Abdul Wahab El-Borolosy                       | Gamal Abdel Nasser |
| 14. Mai 1971       | 17. Januar 1972   | Mohamed Morsi Ahmad                           | Anwar as-Sadat     |
| 18. Januar 1972    | 26. März 1973     | Shams Al Wakeel                               | Anwar as-Sadat     |
| 27. März 1973      | 25. April 1974    | Kamel Leila President of Ain Shams University | Anwar as-Sadat     |
| 26. April 1974     | 15. April 1975    | Ismael Khaneim                                | Anwar as-Sadat     |
| 26. April 1975     | 18. März 1976     | Hafez Khaneim                                 | Anwar as-Sadat     |
| 19. März 1976      | 4. Oktober 1978   | Mostafa Kamal Helmi                           | Anwar as-Sadat     |
| 5. Oktober 1978    | 18. Juni 1979     | Hassan Mohamed Ismael                         | Anwar as-Sadat     |
| 19. Juni 1979      | 8. September 1985 | Mostafa Kamal Helmi                           | Anwar as-Sadat     |
| 9. September 1985  | 9. November 1986  | Mohamed Fathy Mohamed Ali                     | Husni Mubarak      |
| 11. November 1986  | 12. Dezember 1990 | Ahmad Fathi Soror                             | Husni Mubarak      |
| 15. Februar 1990   | 19. Mai 1991      | Adel Abdul Hamid Ez                           | Husni Mubarak      |
| 20. Mai 1991       | 7. Juli 1997      | Hussein Kamel                                 | Husni Mubarak      |
| 8. Juli 1997       | 11. Juli 2004     | Moufed Mahmoud Shehab                         | Husni Mubarak      |
| 12. Juli 2004      | 31. Dezember 2005 | Amr Ezzat Salama                              | Husni Mubarak      |
| 1. Januar 2006     |                   | Hany Mahfouz Helal                            | Husni Mubarak      |